# Synthetic Gene Database
Synthetic Gene Database (SGDB) ist eine Biochemie-Datenbank, die künstlich erzeugte Gene enthält. SGDB wird von der University of Maryland, Baltimore County betrieben.